# Lafon (condado)

Estado de Equatória Oriental – Condado de Lafon ao noroeste do mapa

O Condado de Lafon (às vezes escrito como Lafon-Lopa ou Lopa-Lafon) é uma área administrativa, localizada em Equatória Oriental, Sudão do Sul.  Sua maior cidade é Lafon. Em 2009, estimava-se que a população local era de 106.161 habitantes.